# Матвєєв Анатолій Володимирович
Анато́лій Володи́мирович Матвє́єв (28 серпня 1975 — 19 квітня 2016) — старший солдат Збройних сил України, учасник російсько-української війни.

## Життєпис
Народився 1975 року в місті Вінниця. Закінчив вінницьку загальноосвітню школу № 9, потім — ВПТУ № 5. Проходив строкову військову службу в лавах Збройних Сил України. Проживав у місті Вінниця.
В липні 2015 року мобілізований; старший солдат, старший навідник гранатометного відділення гранатометного взводу, 43-й окремий мотопіхотний батальйон.
19 квітня 2016 року загинув уночі під час артилерійського обстрілу поблизу смт Зайцеве: 122-мм снаряд влучив у бліндаж, троє бійців загинули (двоє на місці — Леонід Козирєв та Анатолій Матвєєв, третьому відірвало ноги, він загинув від втрати крові — Олег Логвиненко), ще 3 зазнали поранень.
Похований в селі Стадниця, Вінницький район.
Баз Анатолія лишився брат.

## Нагороди та вшанування

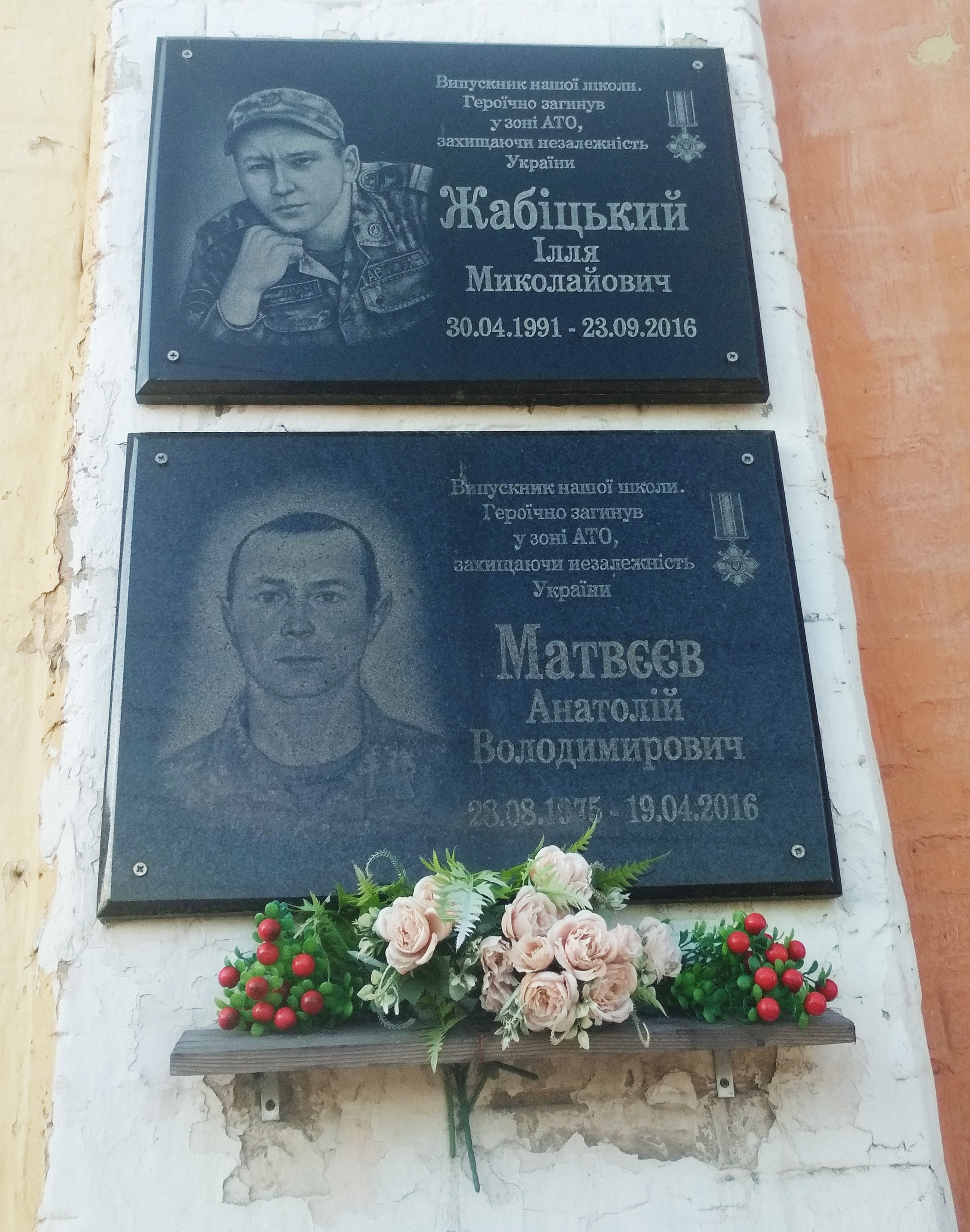
Меморіальна дошка на школі № 9 у м. Вінниця

- указом Президента України № 410/2016 від 29 вересня 2016 року «за особисту мужність і високий професіоналізм, виявлені у захисті державного суверенітету та територіальної цілісності України, вірність військовій присязі» — нагороджений орденом «За мужність» III ступеня (посмертно)[1]
- 19 жовтня 2016 року в селі Стадниця відкрито меморіал Дмитру Франишину та Анатолію Матвєєву
- 28 квітня 2017 року на фасаді вінницького Вищого художнього професійно-технічного училища відкрили меморіальні дошки Василю Білику, Сергію Зулінському, Анатолію Матвєєву та В'ячеславу Чернецькому.